# Saint-Maurice-de-Sorgues
Saint-Maurice-de-Sorgues est un village qui appartient à la commune de Fondamente (qui comprend aussi le village de Montpaon), située dans le département de l'Aveyron et la région Occitanie. Ses habitants sont appelés les Saint-Mauriçois ou Saint-Mauriçols.

## Géographie
Saint-Maurice-de-Sorgues est situé dans le sud Aveyron dans la vallée de la Sorgues ainsi que dans le Parc naturel régional des Grands Causses. Les bois et les forêts occupent 72 % de la commune. 
Dans le secteur de Canabols, on peut observer des roches métamorphiques.

## Histoire
La terre de Montpaon est mentionnée au XIe siècle. Les seigneurs de Montpaon n'étaient, semble-t-il, inféodés à personne. Ils se mirent sous la protection de l'évêque de Rodez au moment de la croisade contre les Albigeois et durent lui rendre hommage en 1213.
L'indépendance prolongée de la baronnie de Montpaon s'explique par son isolement à l'extrémité du Rouergue et par les ressources importantes que le seigneur en tirait: des mines auraient été exploitées dans les environs jusqu'au XIIIe siècle. 
De plus le passage par la vallée de la Sorgues de la route qui unissait le St Affricain à la voie de Millau à Lodève procurait au seigneur plusieurs avantages dont la perception d'un péage et de droit de leude (taxe sur les marchandises).
La baronnie au XIIIe siècle s'étendait sur la totalité des communes du Clapier et de Montpaon et des communes voisines. D'après les habitants de Montpaon, la famille de St Maurice tint la baronnie du XIIe siècle au XIVe siècle. Puis la baronnie se décomposa.
- Le Château de Montpaon fut détruit au cours du XVIIe siècle sur ordre de Richelieu comme de très nombreux châteaux forts de France. On voit aujourd'hui les restes du château aux formes de polygone irrégulier, sur les hauteurs escarpées de Montpaon. Une tour rectangulaire très endommagée domine de ses ruines le reste du village, dont il ne subsiste que quelques maisons.
- St Maurice de Sorgues (ou de Valsorgues) : Un château établi dans la vallée de la Sorgues gardait un gué, puis un pont par lequel passait la route de Vabres l'Abbaye[2] à Lodève. Ce château fut le berceau de la famille de Montpaon. St Maurice de Sorgues fut en 1799 le quartier général des Chouans du Larzac.
- La Commune de Fondamente autrefois nommée commune de Montpaon fut renommée en 1987[3].

## Lieux et monuments

### Pont sur la Sorgues

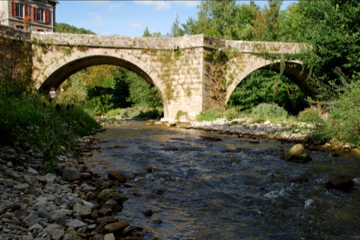
Pont du XVIIIe siècle classé.

Le pont de St Maurice de Sorgues situé en bas du village donne actuellement passage à la voie communale no 6 qui mène aujourd'hui au village de vacances de Moules, la gare de Montpaon et le Hameau de Canabols. Cette voie fut dans le passé une importante voie économique reliant le Saint-Affricain (L'évêque de Vabres) et le sud du Rouergue à Lodève et au Languedoc.
Long de plus de 61 m, il comporte 8 arches : trois principales de 990 m sur le lit moyen de la rivière et cinq de décharge dont quatre sur la rive gauche. Il est bâti horizontalement. Les piles sont prolongées à l'amont et aussi à l'aval par des becs triangulaires qui remontent jusqu'au parapet pour former des refuges. Une plinthe assez maigre couronne l'ensemble. La clef aval de la voûte principale rive gauche porte les armes de la France (trois fleurs de lys). 
Par son allure générale et les becs de ses piles, l'ouvrage présente l'aspect d'un pont du Moyen âge. En réalité construit de 1723 à 1728 (date inscrite sur la clef de l'arche de décharge de droite), à l'initiative des évêques de Vabres à Lodève. Une croix de pierre a été posée en 1810 sur le couronnement amont du parapet au droit de la pile centrale.
Il est inscrit à l'inventaire supplémentaire des monuments historiques depuis 1969.

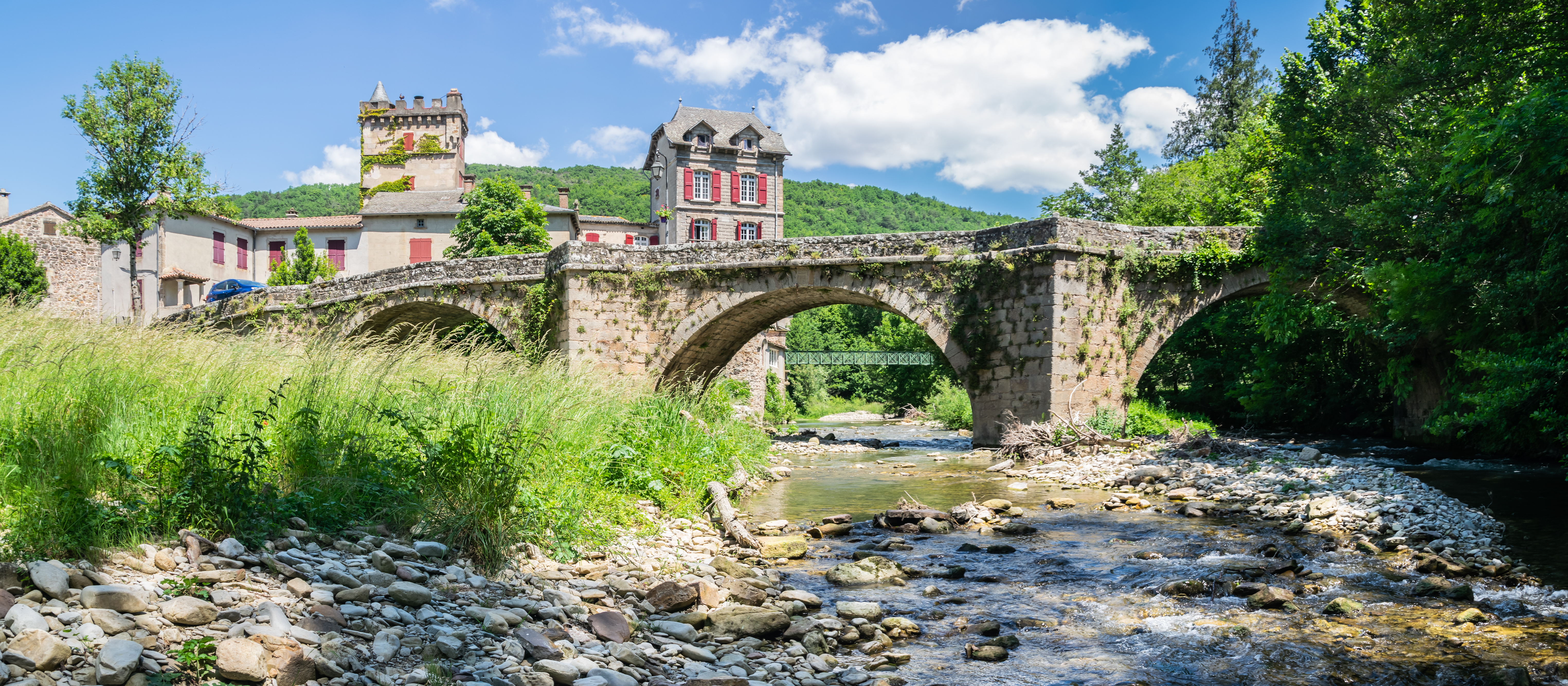
Vue d'ensemble du pont du XVIIIe siècle classé.

### Lehameaude Moulès

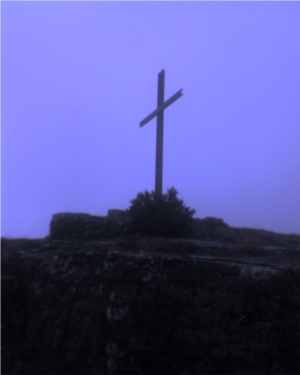

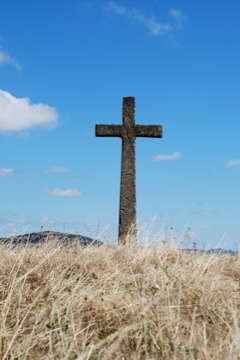

Autrefois peuplé de bergers et de paysans puis abandonné au sort de l'exode rural, le hameau de Moulès fut dans un premier temps rebâti par des chantiers internationaux de Jeunes, qui vivaient là l'occasion concrète de promouvoir l'idée de paix et de rencontre entre les peuples.
Depuis l'année 2000 la commune de Fondamente, en partenariat avec l'association ALTIA, rénove et améliore régulièrement ce patrimoine exceptionnel du sud-Rouergue.
Aujourd'hui, le hameau est composé de gîtes accueillant des touristes et des randonneurs. 

### Sommets
Des lieux tels que le Serre Pointu ou Roquemaure sont les sommets des montagnes alentour.

## Particularités
- Fête votive toujours le troisième week-end d'août.
- Réveillon du jour de l'an organisé par le comité des fêtes.

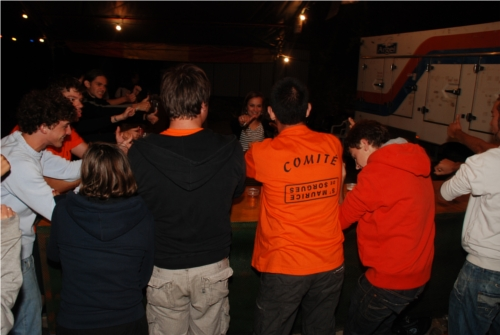

- Rue du village étroite.